# Gerhard Struber
Gerhard Struber (* 24. Jänner 1977 in Kuchl) ist ein österreichischer Fußballtrainer und ehemaliger Profispieler. 

## Karriere

### Als Spieler
Als Aktiver verbrachte er den größten Teil seiner Karriere beim SV Austria Salzburg, wo er zwischen 1995 und 2001 spielte. Mit den Salzburgern wurde er 1997 österreichischer Meister und erreichte einmal das Cupfinale. Insgesamt bestritt er 53 Spiele für die Salzburger und erzielte dabei drei Tore. Bis zu seinem Karriereende spielte er noch bei unterklassigen Vereinen in Oberösterreich und Salzburg.

### Als Trainer

#### SV Kuchl
Zunächst trainierte Struber in der Nachwuchsakademie des FC Red Bull Salzburg. Zwischen 2012 und 2014 war er Trainer des SV Kuchl. Danach kehrte er in die Akademie der Salzburger zurück. In der Saison 2015/16 fungierte er als Co-Trainer bei den Profis, ehe er nach Saisonende wieder einen Posten in der Akademie übernahm.

#### FC Liefering (Teamchef)
Im Juni 2017 übernahm er gemeinsam mit Cheftrainer Janusz Góra als Teamchef den Zweitligisten FC Liefering.

#### FC Red Bull Salzburg (Co-Trainer)
In der Saison 2017/18 trainierte er auch das U19-Team des FC Salzburgs in der UEFA Youth League. Er erreichte mit dem Team das Achtelfinale, scheiterte jedoch am FC Porto.

#### FC Liefering
Zur Saison 2018/19 wurde er alleiniger Cheftrainer bei Liefering. Im Jänner 2019 gab er seinen Posten ab.

#### Wolfsberger AC
Zur Saison 2019/20 wurde er Trainer des Bundesligisten Wolfsberger AC. Mit den Kärntnern belegte er in der Bundesliga nach 14 Spieltagen den dritten Rang, womit man die Platzierung aus der Vorsaison halten konnte. Zudem holte er mit dem WAC in der UEFA Europa League aus den ersten vier Spielen vier Punkte.

#### FC Barnsley
Im November 2019 wechselte er nach England zum Zweitliga-Tabellenletzten FC Barnsley, bei dem er einen bis Juni 2022 laufenden Vertrag erhielt. Mit Barnsley schaffte er den Klassenerhalt in der EFL Championship.

#### New York Red Bulls
Im Oktober 2020 verließ er den Verein nach fast einem Jahr wieder und wechselte in die USA zum MLS-Vertreter New York Red Bulls. Nach zweieinhalb Jahren in New York verließ er den Verein im Mai 2023. In 87 Spielen als NYRB-Trainer holte die Mannschaft 33 Siege.

#### FC Red Bull Salzburg
Ende Juli 2023 kehrte er als Nachfolger von Matthias Jaissle zu Red Bull Salzburg zurück, wo er einen bis 2025 laufenden Vertrag erhielt. Die Saison 2023/24 verlief aber nicht nach Wunsch, der Serienmeister schied in der Gruppenphase der UEFA Champions League als Schlusslicht aus und auch im ÖFB-Cup war im Halbfinale Endstation. In der Liga belegte Salzburg nach 26 Runden zwar den ersten Tabellenplatz, nach zwei Spielen ohne Sieg wurde Struber dann im April 2024 aber wieder entlassen.

#### 1. FC Köln
Zur Saison 2024/25 übernahm Struber als Nachfolger von Timo Schultz den in die 2. Bundesliga abgestiegenen 1. FC Köln. Der Verein war noch von einer Transfersperre belegt, weshalb er größtenteils nur den Abstiegskader zur Verfügung hatte. Nachdem Köln zwischen Spieltag 28 und 32 in fünf Spielen lediglich fünf Punkte geholt hatte, womit der Aufstieg gefährdet war, stellte man Struber im Mai 2025 zwei Runden vor Saisonende frei, obwohl der Verein zu jenem Zeitpunkt Aufstiegsplatz zwei belegte.  In den 32 Ligaspielen unter Struber gewann der Verein ganze 16 Spiele, verlor jedoch auch 9 (zuletzt ein 0:1 in Hannover). Der „effzeh“ stieg 2 Wochen später mit Friedhelm Funkel als Meister auf. Spieler wie Dominique Heintz und Funktionäre, wie der Sportchef Thomas Kessler, der bleiben durfte, würdigten den Österreicher noch vor der Meisterfeier öffentlich. Funkel sprach seinem Vorgänger den Aufstieg zu und begründete dies mit der teilweise sehr guten Arbeit in den 32 Spielen vorher.

#### Bristol City
Im Juni 2025 wurde er als neuer Cheftrainer des englischen Zweitligisten Bristol City vorgestellt.